# UCI Oceania Tour 2019
Navigation
Édition précédente Édition suivante
L'UCI Oceania Tour 2019 est la 15e édition de l'UCI Oceania Tour, l'un des cinq circuits continentaux de cyclisme de l'Union cycliste internationale. Il est composé de trois compétitions organisées du 19 janvier au 3 février 2019 en Océanie.

## Calendrier des épreuves

### Janvier
| Date  | Course                    | Pays             | Classe | Vainqueur        | Équipe        |
| ----- | ------------------------- | ---------------- | ------ | ---------------- | ------------- |
| 19    | Gravel and Tar            | Nouvelle-Zélande | 1.2    | Luke Mudgway     | EvoPro Racing |
| 23-27 | New Zealand Cycle Classic | Nouvelle-Zélande | 2.2    | Aaron Gate       | EvoPro Racing |
| 30-3  | Herald Sun Tour           | Australie        | 2.1    | Dylan van Baarle | Sky           |

## Classements
- Note: classements définitifs au 22 octobre[1],[2]

| #  | Coureur          | Équipe             | Pts.    |
| -- | ---------------- | ------------------ | ------- |
| 1  | Caleb Ewan       | Lotto-Soudal       | 1845    |
| 2  | Michael Matthews | Sunweb             | 1330,88 |
| 3  | Jack Haig        | Mitchelton-Scott   | 1177    |
| 4  | Rohan Dennis     | Bahrain-Merida     | 1150,86 |
| 5  | Simon Clarke     | EF Education First | 968     |
| 6  | Richie Porte     | Trek-Segafredo     | 885     |
| 7  | Benjamin Dyball  | Sapura             | 879,71  |
| 8  | Chris Harper     | BridgeLane         | 584     |
| 9  | George Bennett   | Jumbo-Visma        | 569     |
| 11 | Jai Hindley      | Sunweb             | 438,17  |
| 12 | Lucas Hamilton   | Mitchelton-Scott   | 420     |
| 13 | Chris Hamilton   | Sunweb             | 338     |
| 14 | Jason Christie   | Aisan Racing       | 261     |
| 15 | Drew Morey       | Terengganu Inc-TSG | 259     |
| 16 | Dion Smith       | Mitchelton-Scott   | 253,37  |
| 17 | Damien Howson    | Mitchelton-Scott   | 230,57  |
| 18 | Jay McCarthy     | Bora-Hansgrohe     | 221     |
| 19 | Nick Schultz     | Mitchelton-Scott   | 219,6   |
| 20 | Dylan Sunderland | BridgeLane         | 210     |

| # | Équipe                     | Pts. |
| - | -------------------------- | ---- |
| 1 | BridgeLane                 | 1335 |
| 2 | St George Continental      | 763  |
| 3 | Pro Racing Sunshine Coast  | 372  |
| 4 | Oliver's Real Food Racing  | 260  |
| 5 | Drapac-Cannondale Holistic | 162  |
| 6 | Futuro-Maxxis              | 5    |

| # | Pays             | Pts.    |
| - | ---------------- | ------- |
| 1 | Australie        | 8820,45 |
| 2 | Nouvelle-Zélande | 2224,37 |

| # | Pays             | Pts.   |
| - | ---------------- | ------ |
| 1 | Australie        | 716,41 |
| 2 | Nouvelle-Zélande | 509    |